# شارلستون (رود آيلاند)
شارلستون (بالإنجليزية: Charlestown)‏ هي بلدة تقع بولاية رود آيلاند في الولايات المتحدة. تبلغ مساحتها 153.6 (كم²)، وترتفع عن سطح البحر 18 م، بلغ عدد سكانها 7827 نسمة في عام 2010 حسب إحصاء مكتب تعداد الولايات المتحدة وتصل الكثافة السكانية فيها 82 نسمة/كم2.

## وصلات خارجية
- The US50 - Cities and Towns in Rhode Island State
- Rhode Island Cities and Towns, Facts, Map, Flag, Colleges, Government, and More